# Sparrmannia crinicollis
Sparrmannia crinicollis är en skalbaggsart som beskrevs av Hermann Burmeister 1855. Sparrmannia crinicollis ingår i släktet Sparrmannia och familjen Melolonthidae. Inga underarter finns listade i Catalogue of Life.